# Comic Cavalcade
Comic Cavalcade est un comic book d'anthologie publié par DC Comics de 1942 à 1954. 
La plupart des éditeurs de bandes dessinées américains des années 1930 et 1940 de l'âge d'or des comics ont publié des titres d'anthologie mettant en vedette différents personnages, généralement avec un personnage phare, comme Green Lantern dans All-American Comics ou Wonder Woman dans Sensation Comics. Cependant, Comic Cavalcade présentait à la fois ces personnages vedettes ainsi que le Flash, une star dans son propre titre éponyme et dans son spin-off All-Flash. 
À 96 pages au départ, Comic Cavalcade faisait environ une fois et demie la longueur d'un comic book moyen de l'époque. Son prix était de 15 cents, alors que la bande dessinée moyenne coûtait 10 cents. 
De nombreuses histoires dans Comic Cavalcade ont été scénarisées par d'autres personnes que les écrivains réguliers des personnages, pour des raisons de délai. Par exemple, l'écrivain de Batman, Bill Finger, écrivait occasionnellement des histoires de Flash pour Comic Cavalcade quand l'écrivain régulier du personnage, Gardner Fox était occupé par d'autres projets. 
Un personnage non-super-héros introduit dans Comic Cavalcade est le journaliste Johnny Peril. Ses racines, avant sa première apparition, sont apparues dans l'histoire Just a Story dans le numéro 15 (juillet 1946), écrit et dessiné par l'artiste Howard Purcell (en). Avec le numéro 22 (septembre 1947), la série anthologique Just a Story présente généralement Peril comme un témoin ou un narrateur plutôt que comme faisant partie intégrante du récit. Avec ce numéro, le titre de la série est devenu Johnny Peril Tells Just a Story, finalement changé en Johnny Peril's Surprise Story alors que Johnny devenait le héros de la série jusqu'à ce que celle-ci se termine avec le numéro 29 (novembre 1948). Le personnage est apparu dans son propre récit dans All-Star Comics, Danger Trail et Sensation Comics jusqu'en 1953. Il revient lors de l'âge d'argent de la bande dessinée en 1968, dans The Unexpected . 
Initialement publié tous les trimestres, le titre est devenu bimensuel à partir du numéro 14 (avril-mai 1946). Il a été complètement remanié avec le numéro 30 (décembre-janvier 1948), devenant un livre humoristique animalier lorsque les super-héros ont perdu de leur popularité dans l'après-guerre. Le duo de dessin animé de l'animateur Frank Tashlin, The Fox and the Crow, ainsi que les créations du dessinateur Woody Gelman (en), The Dodo and the Frog et Nutsy Squirrel, étaient à l'affiche. La longueur du livre à cette époque avait été réduite à 76 pages. 
Le titre sera plus tard référencé avec la série Cancelled Comic Cavalcade des années 1970 de DC. 